# Annette Langevin
Pour les articles homonymes, voir Langevin et Famille Langevin.
Annette Langevin, née Annette Mirel, née le 5 avril 1931 à Paris et morte le 4 décembre 2017 à Paris, est une sociologue française.

## Biographie
Elle est la fille du dessinateur industriel Moïché Mirel et de la couturière Soura Herlich.
Au sortir de la guerre, en 1947, elle rejoint la Palestine et participe à la création du kibboutz de Mishmar HaNegev. Elle reviendra en France en 1950 pour y poursuivre ses études.
Après avoir commencé une carrière d'assistante sociale, elle sort diplômée de l'EHESS et devient ingénieure au CNRS en 1968, à l'âge de 37 ans puis elle devient chercheuse dans le laboratoire de Paul-Henry Chombart de Lauwe et Marie-José Chombart de Lauwe en 1983. Elle participe activement au développement d' un laboratoire du CNRS, le GEDISST (groupe d'étude sur la division sociale et sexuelle du travail) ainsi qu'aux Cahiers de l'APRE (atelier production reproduction) et aux cahiers du GEDISST qui deviendront plus tard la revue Les cahiers du Genre. Elle s'est spécialisée dans la sociologie de la famille et est promotrice des problématiques temps et genre. Elle participe à l'écriture du livre Le sexe du travail, et est co-auteur du livre Ces maternités que l'on dit tardives.
Elle est membre de plusieurs comités de rédaction, tels que Dialogue, les Cahiers du Gedisst et les Cahiers du Genre, où elle publie, entre autres, un dossier sur « Temporalités du social et sexuation » en 1999 (n° 24), un article de synthèse sur « La famille en recherche » en 2001 (n° 30).
Elle épouse Bernard Langevin, dit Tiapa, guide de haute montagne et petit-fils du physicien Paul Langevin, avec lequel elle a une fille, Fanny, devenue ingénieure chimiste.
Après la Seconde Guerre mondiale, elle donne un témoignage personnel conservé au musée du mémorial de l'Holocauste des États-Unis. Elle meurt à Paris, le 4 décembre 2017, à l'âge de 86 ans.

## Travaux scientifiques
Le caractère novateur des travaux d’Annette Langevin se fait sentir dans l’étude sur les temps sociaux. Deux aspects méritent d’être soulignés. Le premier concerne l’étude des rapports sociaux de sexe. Si, dans la plupart des travaux, l’unité d’analyse est le couple hétérosexuel ou alors des groupes statistiques « hommes » et « femmes », Annette Langevin a plutôt choisi de comparer les trajectoires de frères et de sœurs, ce qui permet de comprendre les mécanismes de la socialisation différenciée selon le sexe dans les divers âges de l’existence et leurs effets cumulatifs sur toute une vie, à partir d’une même origine sociale. Le second a trait aux temps sociaux.
Dans Ces maternités qu’on dit tardives elle analyse l’enchevêtrement de considérations biologiques et sociales dans l’âge optimal de la procréation pour les femmes. Par ailleurs, dans ses analyses sur les retraites, elle montre l’effet cumulé des inégalités de rémunération et des trajectoires professionnelles souvent hachurées des femmes sur les revenus dont elles peuvent disposer à la retraite, ce qui permet de comprendre certains des processus de paupérisation des femmes âgées.

## Publications

### Ouvrages
- Ces maternités que l'on dit tardives, avec Catherine Valabrègue et Colette Berger-Forestier, Robert Laffont, 1982[10].
- Le sexe du travail. Structures familiales et système productif, Presses universitaires de Grenoble, 1984 (ouvrage collectif)[11].
- Les effets du salariat féminin sur la socialisation des jeunes: approche comparative frère-sœur, Caisse nationale des allocations familiales, 1989[12].

### Articles
- Désir d'enfant et attitudes à l'annonce de la grossesse, Recherches, 1976[13].
- Activité et travail, approche comparative hommes femmes, Espace Populations Sociétés, 1983.
- Socialisation sexuée des parcours de vie, approche comparative entre frère et sœur, questions de méthode, Cahiers de l'APRE, 1985.
- De l'origine de l'oppression des femmes aux fondements des rapports sociaux de sexe, avec Michèle Ferrand, Recherches féministes et recherches sur les femmes, 1986.
- La famille comme unité de production, avec Alice Barthez, Michèle Ferrand, Diane Tremblay et Isabelle Bertraux-Wiame, Atelier Production Reproduction, 1986.
- Le calendrier des naissances: quels enjeux? quelles stratégies?, Presses Universitaires de Grenoble, 1986.
- Rythmes sociaux et réinterprétation individuelle dans le parcours de vie, Annales de Vaucresson, 1987.
- La synchronisation des temps sociaux: des dynamiques et des familles, Université de Liège, 1987.
- L’hypothétique consensus familial sur la socialisation des parcours de vie, Enquête, 1989[14].
- Les stratégies d'insertion ou l'inéluctable improbable, Annales de Vaucresson, 1990.
- Pédagogie de la circulation de l'argent dans la famille, Dialogue, 1990.
- Sociologues et catégories d'analyse, avec Jean-Charles Lagree, IRESCO-CNRS, 1991.
- Des couples de frères et sœurs ou la sexuation des itinéraires, Dialogue, 1991.
- Le dit et le non-dit de la mémoire filiale: le salariat maternel dans les récits de frères et de soeurs, Liège, Étienne Riga, 1991.
- Le vieillissement des populations, un problème majeur en Europe, avec Rémi Langevin, Colloque AISLF, 1992.
- Frère et sœur et socialisation familiale des rapports à l'emploi, L'Harmattan, 1994.
- L'avancée en âge, maturation biologique et intégration sociale, Dialogue, 1995.
- Images symboliques de l'argent et classes d'âge, Agora débats jeunesses, 1996.
- La construction des bornes d'âge, Revue française des affaires sociales, 1997.
- Frères et sœurs, les négligés du roman familial, ESF, 1998[15].
- Frères et sœurs, approche par les sciences sociales, Débats Jeunesses, 1999[16].
- Les retraites des femmes salariées affiliées au régime général, avec Nathalie Cattanéo, Gedisst CNRS, 1999.
- Temporalités du social, L'Harmattan, 1999.
- Salariat et âge adulte féminin, Cahiers du Genre, 1999.
- Le temps des femmes, un enjeu social, Syllepse, 1999.
- La famille en recherche, Cahiers du Genre, 2001.
- Les grands-mères aujourd'hui, salariat féminin et construction de l'identité de grand-mère, Dialogue, 2002.
- L'autorité parentale et les mutations de l'ordre familial, avec Benoît Bastard, Dialogue, 2004[17].

## Dans la presse
- Sexualité et féminité, Le Monde, 3 février 1975[18].
- Société : clés, Le Parisien, 26 mai 1998[19].
- L'homme au foyer, par Rémy Jacqueline, L'Express, 15 mai 2003[20].